# Pseudotrochalus splendens
Pseudotrochalus splendens är en skalbaggsart som beskrevs av Moser 1917. Pseudotrochalus splendens ingår i släktet Pseudotrochalus och familjen Melolonthidae. Inga underarter finns listade i Catalogue of Life.